# (72649) 2001 FU43
(72649) 2001 FU43 – planetoida z pasa głównego asteroid okrążająca Słońce w ciągu 4,3 lat w średniej odległości 2,64 j.a. Odkryta 18 marca 2001 roku.